# Felix Baumgartner
Felix Baumgartner (20 tháng 4 năm 1969 - 17 tháng 7 năm 2025) là một vận động viên nhảy dù và vận động viên nhảy BASE. 
Felix Baumgartner thiết lập thành công các kỷ lục: chuyến bay khí cầu có người điều khiển lên độ cao lớn nhất ở độ cao 39 km, cú nhảy tự do từ độ cao lớn nhất và rơi tự do với tốc độ nhanh nhất với tốc độ 1342 km/h hay 1,24 Mach (siêu âm) vào ngày 14 tháng 10 năm 2012. Phải mất khoảng 10 phút anh mới chạm xuống bề mặt sa mạc New Mexico phía dưới và anh chỉ mở dù khi cách mặt đất vài nghìn foot. Anh đã phá kỷ lục đã được lập trên 50 năm về trước của vị đại tá về hưu của Không lực Hoa Kỳ Joe Kittinger, người thực hiện cú nhảy từ độ cao 31,3 km vào năm 1960. Vị đại tá này đã có mặt tại hiện trường để chứng kiến cú nhảy của Felix Baumgartner.
Ngoài ra, anh cũng nổi tiếng cho các vai đóng thế anh đã thực hiện. Anh đã phục vụ trong quân ngũ Áo khi anh thực hành nhảy dù bao gồm cả huấn luyện đáp xuống các khu vực mục tiêu nhỏ.

## Tiểu sử
Baumgartner sinh tháng 4 năm 1969 ở Salzburg, Áo.

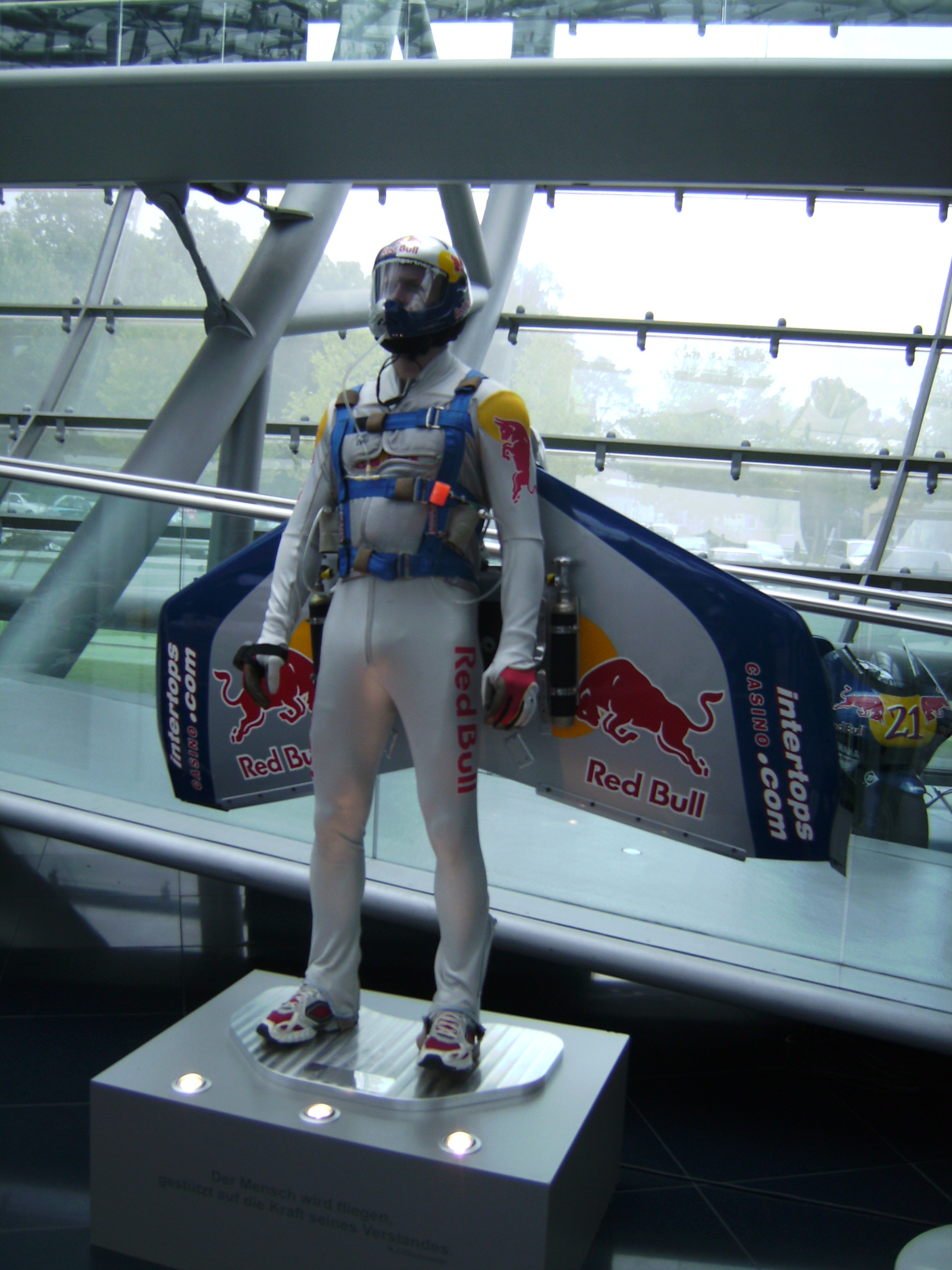
Một ma nơ canh mang bộ đồ Felix Baumgartner đã sử dụng để vượt eo biển Manche

Năm 1999 anh tuyên bố kỷ lục thế giới về nhảy dù ở độ cao cao nhất từ tòa nhà khi anh nhảy từ tòa tháp đôi Petronas Towers ở Kuala Lumpur, Malaysia. Ngày 31 tháng 7 năm 2003, Baumgartner đã trở thành người đầu tiên nhảy dù (skydive) qua eo biển Anh sử dụng một cánh sợi các bon. Anh cũng đã lập kỷ lục thế giới cho môn nhảy BASE thấp nhất, khi anh nhảy 95 foot (29 m) từ tay của bức tượng Chúa giang tay Christ the Redeemer ở Rio de Janeiro.
Anh đã trở thành người đầu tiên nhảy trên không (skydive) lên sau đó nhảy BASE từ tòa nhà Turning Torso ở Malmö, Thụy Điển ngày 18 tháng 8 năm 2006. Ngày 12 tháng 12 năm 2007, anh trở thành người đầu tiên nhảy từ tháp quan sát ở tầng thứ 91 cao khoảng 390 m của tòa nhà chọc trời lúc đó là tòa nhà đã xây xong cao nhất thế giới, công trình này có 101 tầng và cao khoảng 511m Tòa nhà Đài Bắc 101, Đài Bắc, Đài Loan.

## Qua đời
Baumgartner qua đời ngày tháng 7 năm 2025 ở tuổi 56, trong lúc chơi dù lượn tại Porto Sant'Elpidio (Fermo), Ý. Ông đã mất quyền kiểm soát trên không sau khi bị một cơn đau, và đâm vào một túp lều gỗ gần hồ bơi của Làng cắm trại Gia đình Le Mimose.Một người bị thương do mảnh vỡ va chạm.